# Красавцы
«Красавцы» (англ. Entourage, рус. Антураж) — американский телесериал компании HBO, созданный Дагом Эллином, который повествует о восхождении молодой звезды кино — Винсента Чейза. В сериале рассказывается, как главный герой и его друзья детства из района Квинс города Нью-Йорк направляются на недружелюбную землю Голливуда. Даг Эллин, Марк Уолберг и Стивен Левинсон работали в проекте в качестве исполнительных продюсеров, построив сюжет на свободном изложении жизненного опыта Уолберга как кинозвезды.

## История создания
Согласно утверждениям самого Марка Уолберга, «Красавцы» были уже в процессе разработки, когда его помощник попросил снять его и его друзей, называя их «весёлыми». По другой версии, это был давний друг Уолберга — Эрик Вайнштайн, который предложил идею снять фильм об удачливой компании друзей актёра. Чтобы сделать описание голливудской жизни более сатирическим, был выбран путь создания в сериале вымышленной истории, а не строгое документальное повествование.
Предполагалось, что Винсент Чейз, главный герой сериала, будет сильно похож на Уолберга, но было решено, что часть его истории и истории его друзей (особенно касательно моментов их криминального прошлого) не будут хорошо смотреться в сериале. Поэтому сценарий был облегчён за счёт ряда событий, которые не вошли в конечный сюжет.
Тем не менее, согласно Донни Кэролу, который послужил прототипом героя по прозвищу «Черепаха», идея фильма о киноактёре и его друзьях принадлежит ему. Это пришло ему в голову как книжная история, повествующая о жизни Кэрола и Уолберга, названная им «Из своего района в Голливуд, история солдата» (англ. From the 'Hood to Hollywood, A Soldier’s Story).

## Роли и действующие лица
Сюжет сериала «Красавцы» построен вокруг Винсента Чейза (Эдриан Гренье), молодого напористого актёра, который в конечном счёте становится звездой А-класса. Его история основана на свободном изложении истории Марка Уолберга, который также является исполнительным продюсером сериала. Его лучший друг и менеджер — Эрик Мёрфи (Кевин Коннели) — «Рик», как друзья называют его, — основан на друге Уолберга и исполнительном продюсере Эрике Вайнштайне. При этом он также получил черты Стивена Левинсона — менеджера Уолберга.
Старший брат Винсента — Джонни «Драма» Чейз (Кевин Диллон) также выступает в роли личного повара и тренера Винсента. Джонни — актёр С-класса, в своё время сыгравший главную роль в сериале «Приключения викингов». Его роль в новом популярном сериале «Пять городов» начинает возрождать угаснувшую было славу. Этот персонаж основан на Джонни «Драма» Олвесе (двоюродном брате Марка Уолберга), которого Донни Уолберг попросил приглядеть за младшим братом, чтобы тот не попал в какую-нибудь передрягу.
И наконец, в группу друзей входит Сэл «Черепаха» Асанте (Джерри Феррара), который является ещё одним другом детства Винсента. Официальная роль «Черепахи» — быть водителем и помощником Винсента, хотя часто его ценность по сюжету ставится под вопрос. Прототипом этого персонажа был  старый друг Марка Уолберга — Дон Кэррол по прозвищу «Осёл». Кэррол прослушивался на эту роль, но уроженец Бостона не прошёл пробы, когда было решено, что герои будут из Нью-Йорка. Кэррол умер 18 декабря 2005 года от приступа астмы.
Ари Голд (Джереми Пивен) в сериале предстаёт скользким, но привлекательным агентом Винса. За эту роль Пивен несколько раз номинировался на премию «Эмми». Герой Ари основан на реально существующем агенте Уолберга — Ари Эмануэль.
Кевин Коннолли, Эдриан Гренье, Кевин Диллон, Джерри Феррара и Джереми Пивен приняли участие в каждом эпизоде начиная с первого. Деби Мазар, которая исполняла роль Шоны, эпизодического героя сериала начиная с первого сезона, вернулась в него и во втором.

## Второстепенные персонажи
В сериале много второстепенных персонажей. Иногда их играют звезды (Малкольм Макдауэлл, Карла Гуджино), иногда звёзды играют пародии на самих себя (Мэнди Мур, Сет Грин).

## Приглашённые звёзды
Eminem, Кристина Агилера, Джеймс Кэмерон, Уильям Фихтнер, Саша Грей, Гэри Бьюзи, Джейми Прессли, Эли Лартер, Канье Уэст, Галь Гадот, Мартин Скорсезе, Bow Wow, Snoop Dogg, Вупи Голдберг, Скарлетт Йоханссон, Джессика Альба, Скотт Каан, Гас Ван Сент, Стэн Ли, Сидни Поллак, Питер Джексон, М. Найт Шьямалан, Энтони Майкл Холл, Бретт Ратнер, 50 Cent, Майк Тайсон, Девон, Сара Фостер, Мори Чайкин, Зак Эфрон, Констанс Зиммер, Виталий Кличко и другие.

## Экранизация сериала
Полнометражная лента вышла в июне 2015 года. После того как фильм был снят, продюсер Марк Уолберг успел посмотреть черновой монтаж и поделился своими впечатлениями:
Я только что посмотрел «Красавцев». Фантастика! Действительно переживаешь за этих парней, поскольку ставки ну очень высоки. Режиссёр Даг Эллин вложил в фильм столько души и юмора — отменная работа. Я не думаю, что мы сможем ждать целый год до премьеры. Мы покажем фильм студии раньше и, возможно, изменим дату премьеры, но если нам скажут ждать июня, то будем ждать июня.
Иначе говоря, решение оставалось за студией Warner Bros.
И ещё Марк добавил:
А потом я сказал Дагу, мол, давай не будем ждать премьеры и начнём планировать следующую часть прямо сейчас. Естественно, ведь нас ждёт грандиозный успех